# Fontcobèrta
Fontcobèrta (en francès Fontcouverte) és un municipi francès situat al departament de l'Aude i a la regió d'Occitània.